# Anthothoe chilensis
Anthothoe chilensis é uma espécie de cnidário pertencente à família Sagartiidae.